# Nathan Van Hooydonck
Nathan Van Hooydonck (født 12. oktober 1995 i Gooreind) er en tidligere professionel cykelrytter fra Belgien, der senest var på kontrakt hos Team Jumbo-Visma.
I 2021 skiftede han til Team Jumbo-Visma på en toårig kontrakt. Den blev i sommeren 2022 forlænget med yderlige to år.
Den 12. september 2023 blev det rapporteret, at Nathan Van Hooydonck blev alvorligt såret efter en bilulykke. Som følge af ulykken, har han måttet få pacemaker og indstille sin karriere som cykelrytter.